# Аптека (пам'ятка в Бучачі)
Аптека — пам'ятка архітектури місцевого значення в Бучачі. Охоронний номер 36.
Розташована в центрі міста на вул. Галицькій, 47.

## Історія

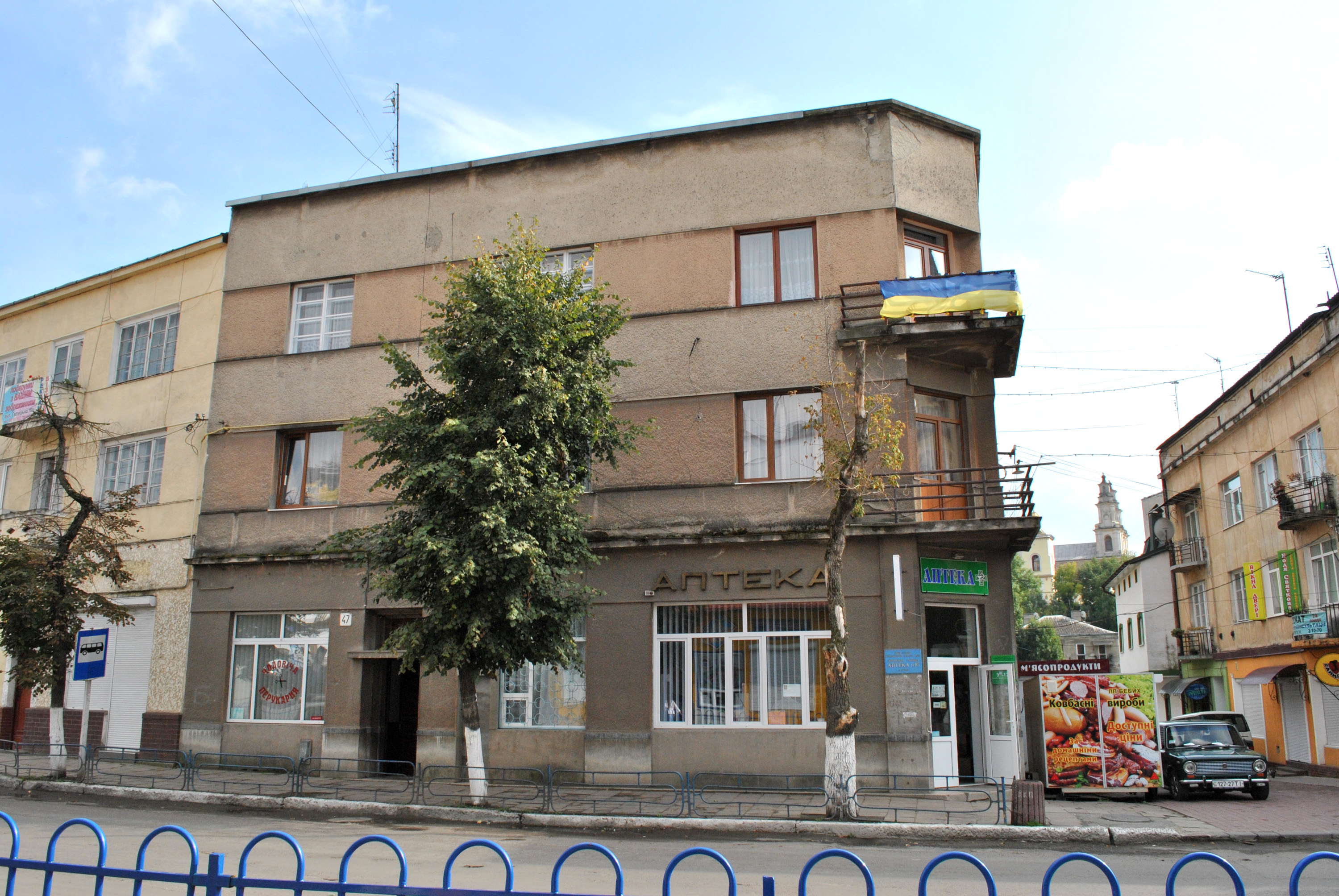
Вигляд будинку з вулиці Галицької

Будівля споруджувалася від 1890, добудовувалася до 1932 року. Під час Другої світової війни зазнала руйнувань. Відбудована в 1940-их.
Нині тут на першому поверсі, як і колись, розташована аптека. Також на першому поверсі є торгові заклади. На другому-третьому поверхах — приватні помешкання бучачан.